# Triebener Straße

Die Triebener Straße B 114 ist eine Landesstraße in Österreich. Sie verbindet auf einer Länge von 44,5 km Trieben im Paltental, einem Nebenfluss der Enns, mit Judenburg im Murtal. Dabei überwindet die Straße zunächst den Triebener Tauernpass zwischen den Seckauer Tauern und den Rottenmanner und Wölzer Tauern, bevor die Straße dem Pölsbach bis nach Pöls folgt. Über den Pölshals gelangt sie schließlich ins Murtal.
Am Pölshals gabelt sich die Triebener Straße. Während die neue Trassenführung als B 114 weiterführt, ist die alte Trassenführung als B 114a bezeichnet und führt nach 7,13 km nach Sankt Georgen ob Judenburg.

## Geschichte
Die Thauern Straße besaß Mautstationen in Möderbrugg, St. Johann und Trieben, die der Staatskasse 1847 rund 3.200 Gulden einbrachten. Diese Einnahmen beruhten fast ausschließlich auf dem Gütertransport, denn diese Straße wurde erst seit dem 7. April 1849 als Poststraße geführt, d. h. regelmäßig für den Postverkehr genutzt.
Die Tauern-Straße zwischen Trieben und St. Georgen ob Judenburg gehört zu den ehemaligen Reichsstraßen, die 1921 als Bundesstraßen übernommen wurden.
Bis 1938 wurde die Tauern-Straße als B 37 bezeichnet, nach dem Anschluss Österreichs wurde die Tauern-Straße bis 1945 als Teil der Reichsstraße 332 geführt. Ab 1948 wurde diese Straße als Tauern Straße (B 114) bezeichnet, die Abzweigung über den neuen Pölshals wurde bis 1971 als B 114a geführt.

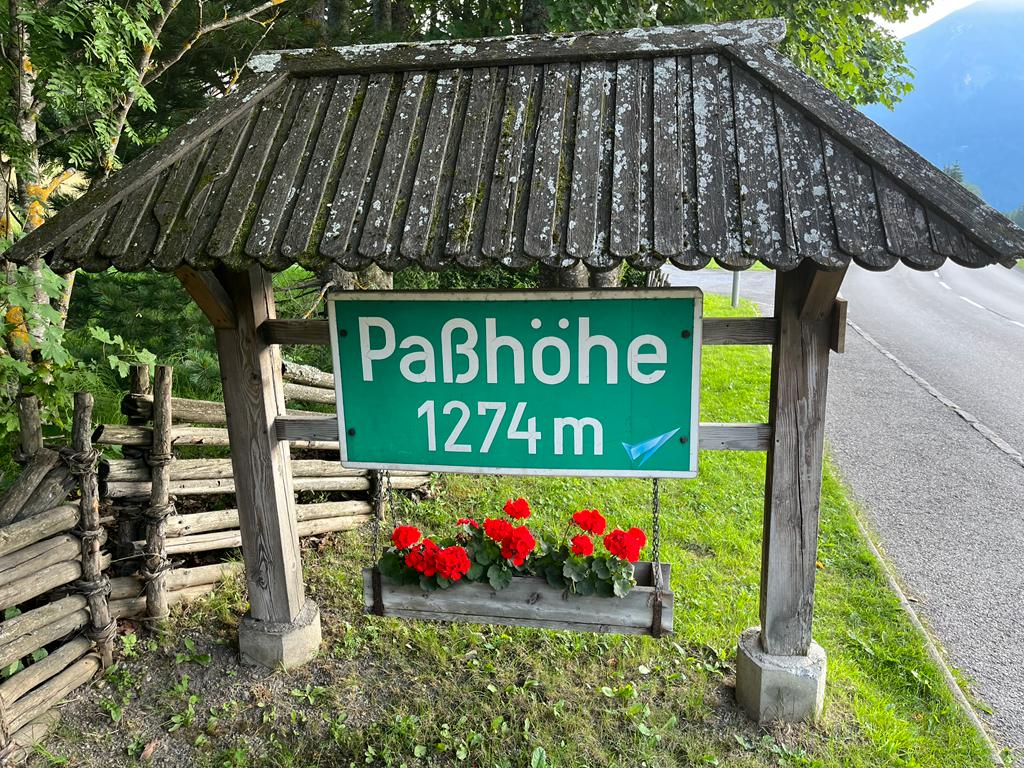
Die Passhöhe in Hohentauern